# محمدحسن راستگو
محمدحسن راستگو (زادهٔ ۱۳۳۲ مشهد – درگذشتهٔ ۲ آذر ۱۳۹۹) روحانی ایرانی و پژوهشگر فقه و اصول و تعلیم و تربیت بود. او مبتکر شیوه خاصی از آموزش و تفریح اسلامی برای کودکان بود.

## فعالیت‌ها
وی سال‌ها مدیریت مرکز مربی کودکان در حوزه علمیه و همچنین به مدت ۳۵ سال اجرای برنامه‌های متعدد تلویزیونی برای کودکان را برعهده داشت. او پس از تحصیل علوم حوزوی تا خارج فقه و اصول به فعالیت در زمینه کلاس‌های ویژه کودکان و برپایی اردو پرداخت. راستگو در ده‌ها کشور آسیایی، آفریقایی و اروپایی به اجرای برنامه پرداخته‌است.

### سایر فعالیت‌ها
- مدیریت تربیت مربی تدریس برنامه‌ریزی و غیره / مرکز تبلیغات اسلامی مرکز مدیریت/۱۳۵۹
- عضو، کارشناس، محقق/ سازمان پژوهشی و برنامه‌ریزی کتابهای درسی/ ۱۳۷۵ تا ۱۳۸۲
- مدیریت مبارزه با منکرات کل کشور و مشاور فرهنگی فرماندهی کل/کمیته انقلاب اسلامی/ ۱۳۶۷ تا ۱۳۶۹
- محقق، کارشناس، برنامه‌ریز، مجری و… / صدا وسیمای جمهوری اسلامی ایران / ۱۳۵۸ تا ۱۳۸۲
- عضو بررسی کتاب کودک ونوجوانان / اداره کل ارشاد اسلامی قم / ۱۳۸۲[۵]
- همکاری با مجله تخصصی کودک یاری «شهرزاد»[۴]
- عضویت در هیئت نظارت و سانسور پیش از چاپ در دورۀ وزارت محمدحسین صفار هرندی[۶]
- عضویت در هیئت نظارت و سانسور پیش از چاپ در دورۀ وزارت علی جنتی[۶]

## درگذشت
راستگو ۲ آذر ۱۳۹۹ در ۶۷ سالگی بر اثر سکته مغزی درگذشت.